# Зебра (медицина)
Зебра (английски: Zebra) в английския медицински жаргон е термин за изненадваща диагноза. Макар рядките заболявания да са като цяло изненадващи, когато се появят, други заболявания могат да бъдат изненадващи за определен човек или време, за това „зебра“ е по-обширна концепция, която обхваща всички тези възможности.
Терминът произлиза от английския афоризъм „Когато чуеш тропот на копита зад себе си, не очаквай да видиш зебра“ (When you hear hoofbeats behind you, don't expect to see a zebra) и е изкован в малко по-различен вариант през 40-те на 20 век от д-р Тиодор Уудуърд, предходно професор в Училището по медицина на Университета на Мериленд в Балтимор. От 60-те на 20 век афоризмът е широко известен в англоговорещите медицински среди.
И така афоризмът започва да играе значима роля в обучението на студентите по медицина, с цел да бъдат по-добри диагностици.
Друг, макар и по-различен, термин за неясна и рядко срещана диагноза в медицината на английски fascinoma.